# Український ліцей імені Тараса Шевченка
Український ліцей імені Тараса Шевченка в місті Мармарош-Сигіт — єдиний навчальний україномовний заклад в Румунії.
В ліцеї здебільшого навчаються діти з українських родин Мараморощини із сіл Ремети, Вишівська Долина, Бистрий, Луг над Тисою, Кричунів, Кривий, Рускова, Поляни та інших, хоча є і етнічні румуни і навіть студенти з України. Заклад очолював Федір Попович. Теперішній директор ліцею — Маріан Гербіль.
У ліцеї 8 класів. Існують два профілі: педагогічний та реальний. Педагогічний має спеціальність: вчителі та вихователі, а реальний: математика-інформатика. У ліцеї існує кабінет інформатики, кабінет біології та хімії, методичний кабінет з української мови та літератури, методичний кабінет з румунської мови та літератури, бібліотека, фестивний зал, спортивний зал.
Львівський політехнічний інститут подарував ліцею комп'ютерний клас та оргтехніку.

## Історія
Перший український ліцей з українською мовою викладання був заснований у Марамуреському повіті 1944 року, коли мав лише один клас, який налічував 22 учні. У 1949 році відкривається педагогічний профіль, а наступного року ця шкільна установа набуває назву Український ліцей імені Тараса Шевченка. 1960 року ліцей був закритий, педагогічний відділ був перенесений до румунської педагогічної школи, а теоретичний до ліцею імені Драгоша Воде, де функціонували до 1997 року з деякими перервами. Завдяки зусиллям місцевої української інтелегенції у 1997 році у Мармарош-Сигіті урочисто була відновлена діяльність Українського ліцею імені Тараса Шевченка у будинку, де колись існував ліцей для дівчат імені Господарки Елени. При відкритті у ліцеї було три початкових класів, один гімназійний та 5 ліцейних класів.